# Zuzins
Zuzins (talvez signifique "fortes") foram uma tribo mencionada no Antigo Testamento como residindo em Hã, a cerca de 30 quilômetros a sudoeste de Irbide (Bete-Arbel). Foram uma das nações derrotadas pelo rei elamita Quedorlaomer (Gênesis 14:5), um contemporâneo de Abraão (ca. 1 850 a.C.). Alguns estudiosos os associaram aos zanzumins, que são citados noutro ponto do Gênesis, enquanto outros rejeitaram isso. Talvez podiam ser uma das raças de gigantes de Antiguidade, como aquela a qual Golias pertencia.